# گلندن بیچ (اورگن)
گلندن بیچ (به انگلیسی: Gleneden Beach) یک منطقهٔ مسکونی در ایالات متحده آمریکا است که در شهرستان لینکلن، اورگن واقع شده‌است. گلندن بیچ ۱۴٫۰۲ متر بالاتر از سطح دریا واقع شده‌است.